# فاضل الحسیني الميلاني
السید فاضل الحسيني الميلاني (30 مايو 1944 - 2 سبتمبر 2024)، هو عالم مسلم شيعي ومن نسل محمد هادي الميلاني أكمل دراساته الحوزوية مع أساتذة مثل السيد محمد هادي الميلاني و أبو القاسم الخوئي في النجف ومشهد. حصل على الدكتوراه في الفلسفة من جامعة أكسفورد. وهو أستاذ الفقه في جامعة كامبريدج وأيضًا رئيس مؤسسة الخوئي في لندن التي عاش فيها أكثر من 30 عامًا. توفي في 2 سبتمبر 2024 في لندن.